# Elena Espejo
Elena Espejo (Tànger, 30 de juny de 1930) és una actriu, realitzadora i productora teatral i cinematogràfica.
Espejo va néixer en una família que no tenia cap contacte amb el món de l'espectacle. Després d’acabar el batxillerat al Liceu Francès del Marroc i de superar les reticències paternes, Espejo va decidir de dedicar-se professionalment a la interpretació. Va traslladar-se amb la família a Barcelona i s'hi formà entrant a l’acadèmia del ballarí i coreògraf Joan Magriñà, així com a les classes de declamació de Marta Grau, actriu de cinema i teatre catalana que també es dedicà a la pedagogia musical. El debut als escenaris d’Elena Espejo va tenir lloc formant part de l'elenc d’intèrprets de revistes de Mary Santpere o Alady, ambdós figures populars del Paral·lel barceloní d’aquella època. Després de ser descoberta amb divuit anys per Ignacio F. Iquino, aquest li va proposar debutar en dos curtmetratges i amb Canción mortal (1948) l’actriu encetà una col·laboració regular amb el director de Valls.
En les seves interpretacions cinematogràfiques, va formar parella artística amb Conrado San Martín en alguns films dels anys cinquanta, entrant així a formar part de l'star system autòcton gràcies a Emisora Films. Després de cinc títols amb aquest actor, i a causa del tancament de la productora l’any 1951, Elena Espejo va decidir fundar la seva pròpia productora, Espejo Films. La indústria cinematogràfica d’aquella època es trobava principalment en mans d’homes i es caracteritzava per l'escassa capacitat inversora, la gran dependència de les distribuïdores i una indefinició en termes de competències professionals. Malgrat aquest context advers, Espejo Films debutà amb l'estrena de Zalacaín el aventurero (Juan de Orduña, 1955) i tancà la seva etapa productiva a principis dels anys seixanta amb projectes com Kilómetro 12 (Clemente Pamplona, 1961) o l’aposta arriscada d’un director singular com Carlos Serrano de Osma, amb La rosa roja (1960). En tancar la productora, Elena Espejo continuà la seva carrera professional combinant la televisió i la ràdio amb la seva carrera teatral. A finals dels anys cinquanta la trobem en muntatges com La dama verde (Guillermo Sautier Casaseca, 1958), o Leyla (1959, Joaquín Romero Marchent), arribant fins i tot a fundar la seva pròpia companyia.
Per tal de reconèixer la seva figura, la Filmoteca Espanyola li dedicà un homenatge amb motiu del seu norantè aniversari l’any 2020.

## Treballs
- Un hombre de mundo (1949)
- Apartado de correos 1001 (1950)
- El pasado amenaza (1950)
- El señorito Octavio (1950)
- Un soltero difícil (1950)
- Duda (1951)
- Me quiero casar contigo (1951)
- Maldición gitana (1953)
- Zalacaín el aventurero (1955)
- La vida es maravillosa (1956)
- La rana verde (1960)
- La rosa roja (1960)
- Pasa la tuna (1960)
- Kilómetro 12 (1961)
- Una tal Dulcinea (1963)
- Aquella joven de blanco (1965)
- Proceso a una estrella (1966)